# Zanclea protecta
Zanclea protecta är en nässeldjursart som beskrevs av Roxanne Irene Hastings 1932    . Zanclea protecta ingår i släktet Zanclea och familjen Zancleidae. Inga underarter finns listade i Catalogue of Life.